# Climacoidea edwardsi
Climacoidea edwardsi är en kräftdjursart som först beskrevs av Plusquellec och John Herman Sandberg 1969.  Climacoidea edwardsi ingår i släktet Climacoidea och familjen Trachyleberididae. Inga underarter finns listade i Catalogue of Life.